# Cantera de Villagrán
Cantera de Villagrán är en ort i Mexiko.   Den ligger i kommunen Tepeji del Río de Ocampo och delstaten Hidalgo, i den sydöstra delen av landet, 50 km norr om huvudstaden Mexico City. Cantera de Villagrán ligger 2 231 meter över havet och antalet invånare är 1 588.
Terrängen runt Cantera de Villagrán är lite kuperad. Runt Cantera de Villagrán är det ganska tätbefolkat, med 207 invånare per kvadratkilometer. Närmaste större samhälle är Colonia Santa Teresa, 7,9 km öster om Cantera de Villagrán. I omgivningarna runt Cantera de Villagrán växer huvudsakligen savannskog.